# Fedde le Grand

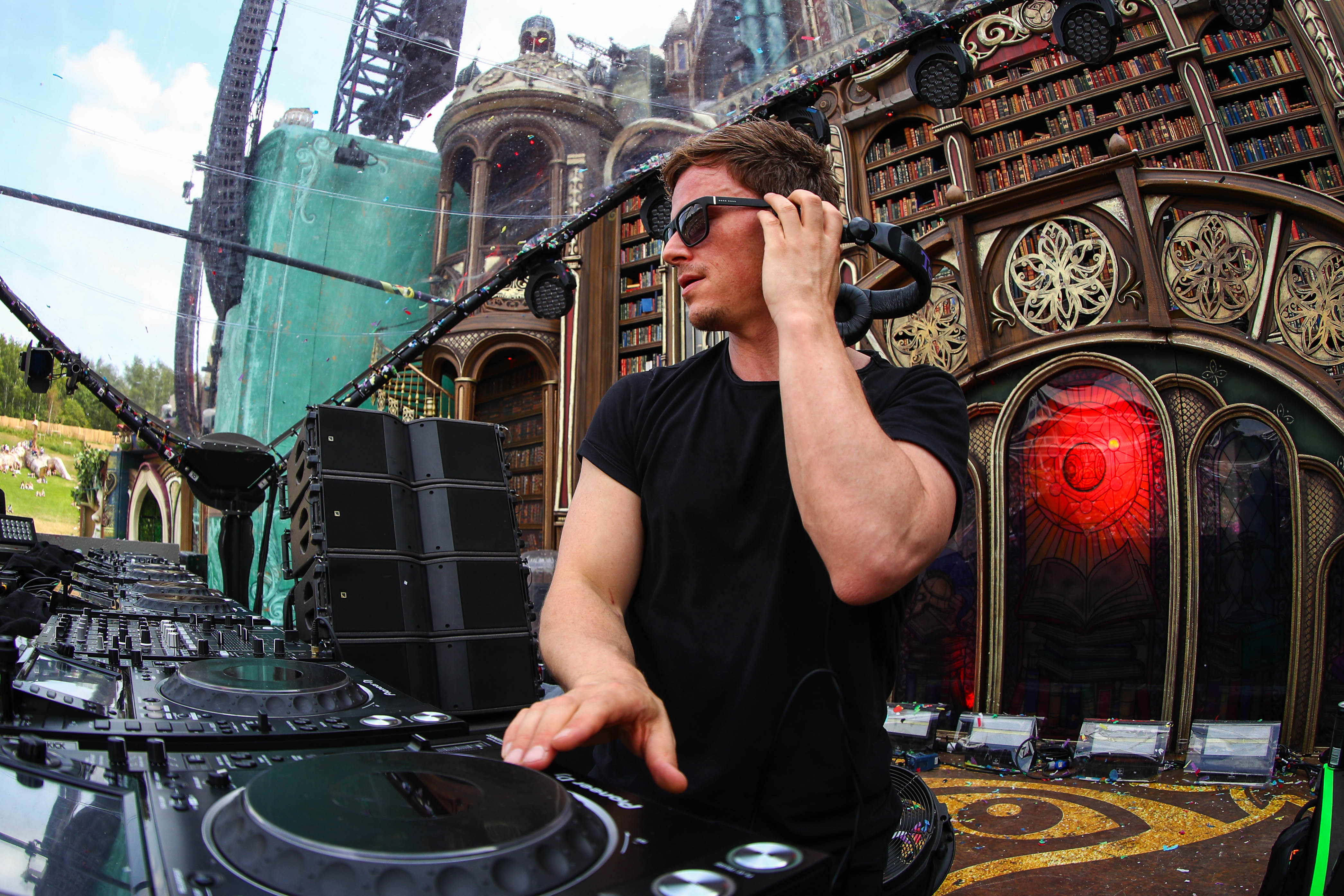
Fedde le Grand, 2019

Fedde le Grand, född 7 september 1977 i Utrecht, är en nederländsk DJ och producent. Han är mest känd för sin låt "Put Your Hands Up 4 Detroit" ifrån 2006.